# Grand Prix automobile des États-Unis

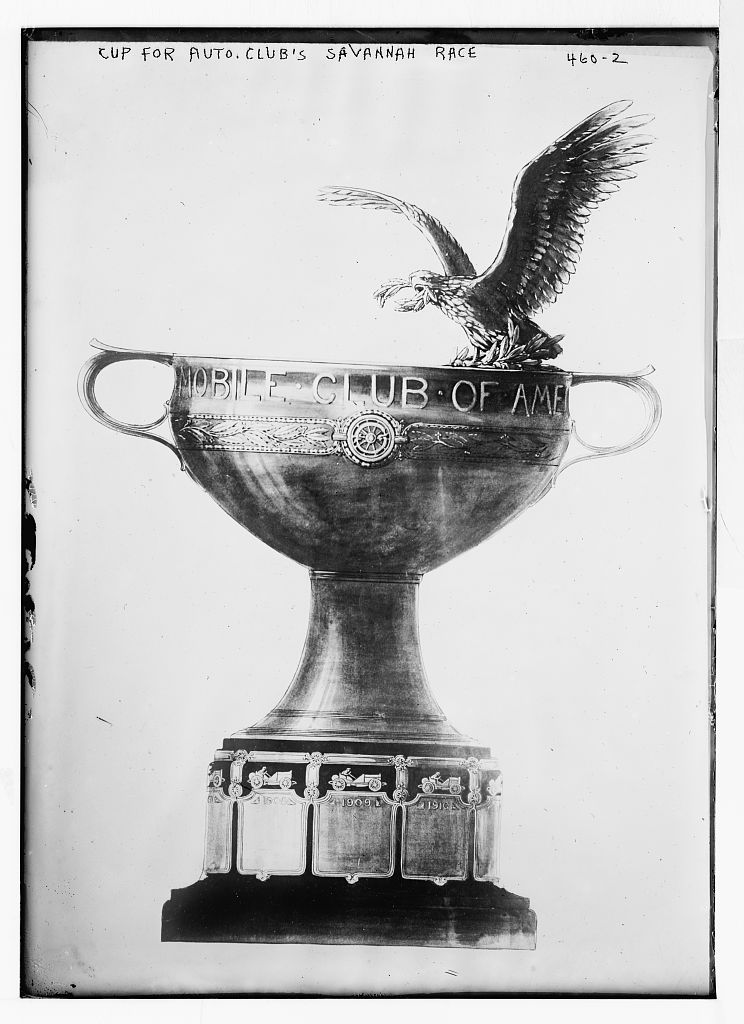
L'American Grand Prize trophy au début des années 1910 (décerné à Savannah).

Le Grand Prix automobile des États-Unis est un événement sportif de course automobile de Formule 1 qui a eu lieu aux États-Unis pour la première fois en 1908.

## Historique

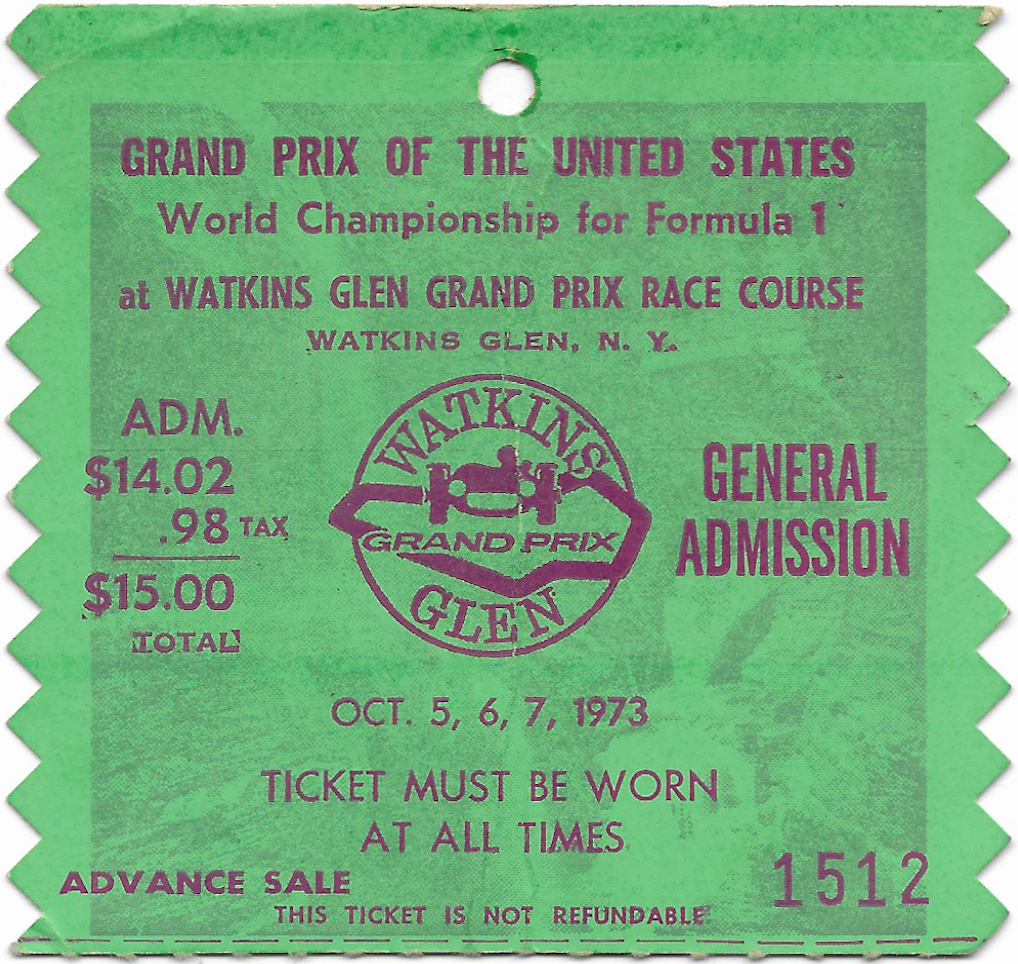
Ticket d'entrée au GP de Watkins Glen 1973.

Intégré au championnat du monde de Formule 1 en 1959 lors de l'épreuve disputée sur le Sebring International Raceway en Floride, le GP des États-Unis s'est fixé, après une édition 1960 sur le circuit de Riverside, à partir de 1961 et jusqu'en 1975 sur le tracé routier de Watkins Glen, dans l'État de New-York. De 1976 à 1980, le GP a continué à se tenir à Watkins Glen, mais sous l'appellation Grand Prix des États-Unis Est afin de le distinguer du Grand Prix des États-Unis Ouest, organisé à Long Beach en Californie.
Tout au long des années 1980, de nombreux Grands Prix de Formule 1 (parfois jusqu'à trois par saison) se sont tenus aux États-Unis, mais jamais sous le titre GP des États-Unis. Les appellations officielles étaient alors Grands Prix des États-Unis Est et Ouest, mais également de Las Vegas, Detroit et Dallas. Il a fallu attendre 1989 pour retrouver un Grand Prix des États-Unis, à Phoenix, dans l'Arizona. Mais après 1991, le Grand Prix des États-Unis disparut du calendrier du championnat du monde de Formule 1.
En 2000 et après neuf années d'absence, le GP des États-Unis a élu domicile à l'Indianapolis Motor Speedway, sur un tracé qui reprend pour partie le fameux quadrilatère des 500 miles d'Indianapolis, ainsi qu'un tracé routier spécialement conçu pour la Formule 1 dans la partie intérieure (l'Infield) du circuit.
Le 12 juillet 2007, la FIA annonce l'annulation de l'épreuve d'Indianapolis pour 2008. Le grand argentier de la F1 Bernie Ecclestone déclare le 4 août 2009 dans Motorsport Aktuell que si la Formule 1 devait revenir aux États-Unis cela ne serait pas à Indianapolis, où la dernière édition s'est déroulée en 2007, mais plutôt soit à Las Vegas lieu de la dernière manche du Championnat du monde de Formule 1 en 1981 et en 1982 soit à New York, même si ces projets « ne sont actuellement pas réalisables ».
En mai 2010, la FIA annonce que le Grand Prix des États-Unis fera son retour au calendrier du championnat du monde en 2012 à Austin au Texas, sur un circuit spécialement conçu pour l'occasion. Le 1er septembre 2010, le tracé de ce nouveau circuit a été dévoilé. La construction débute en décembre 2010 et devrait se terminer en juin 2012.
Le 15 novembre 2011, Susan Combs, contrôleuse générale des finances du Texas, annonce que la subvention de 25 millions pour le Grand Prix ne sera pas versée d'avance tant que la première course n'aura pas eu lieu, surtout depuis l'annonce de l'organisation d'un Grand Prix à New York dès 2013. Le circuit des Amériques annonce dans un communiqué officiel l'arrêt du chantier tant qu'un contrat avec Bernie Ecclestone n'est pas conclu. Le 16 novembre 2011, Bernie Ecclestone affirme dans une interview à Press Association que le Grand Prix des États-Unis d'Austin est sur le point de perdre sa date au calendrier 2012 : « Nous avions un accord avec Full Throttle Productions. Tout avait été signé et gravé dans le marbre mais ensuite la COTA (les promoteurs du chantier du circuit) est venue dire qu'elle voulait gérer les choses elle-même, car elle avait des problèmes avec Tavo Hellmund, le patron de Full Throttle Productions. Ils m'ont dit qu'ils avaient le circuit et qu'ils voulaient donc trouver un accord avec moi. Je leur ai donc dit qu'ils devaient trouver un accord avec Tavo Hellmund et ils m'ont répondu que c'est ce qu'ils allaient faire mais ce n'est plus possible car nous avons annulé le contrat de Tavo qui ne l'avait pas respecté en ne fournissant pas toutes les garanties demandées. » Le lendemain 17 novembre, Bernie Ecclestone annonce que, faute de garanties bancaires de la part de l'état du Texas et d'un contrat valide avec les organisateurs du Grand Prix d'une part et les promoteurs du circuit d'autre part, il est fort probable que le conseil mondial de la FIA décide, lors de la réunion du 7 décembre, d'annuler l'édition 2012 du Grand Prix.
Le 7 décembre 2011, Red McCombs, le principal investisseur annonce qu'un accord est conclu entre la COTA et Bernie Ecclestone : « Monsieur Ecclestone a reçu son chèque aujourd'hui pour le Grand Prix des États-Unis. Nous tenons à remercier les fans qui nous soutiennent, les autorités locales et les entreprises qui nous ont encouragé, l'État du Texas, le staff du Circuit des Amériques et Bernie lui-même. » Bobby Epstein, le patron du circuit déclare également : « Nos investisseurs ont cru depuis le début à ce projet qui représente un bénéfice énorme pour notre région et offre un puissant moteur économique pour l'avenir. Nous restons déterminés à atteindre notre objectif d'être des partenaires précieux pour notre communauté grâce à notre plateforme pour les sports et le divertissement. Les équipes d'ingénierie et de construction qui travaillaient sur le circuit vont reprendre immédiatement le travail pour que le circuit soit terminé à temps pour la date de la course. » Le Grand Prix des États-Unis figure donc au calendrier définitif de la saison 2012 de Formule 1.

## Les différents circuits utilisés

Évolution du tracé du Grand Prix des États-Unis en Formule 1
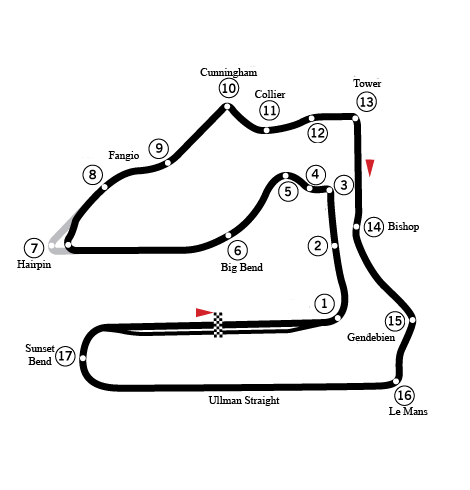
Sebring International Raceway (1959)
Riverside International Raceway (1960)
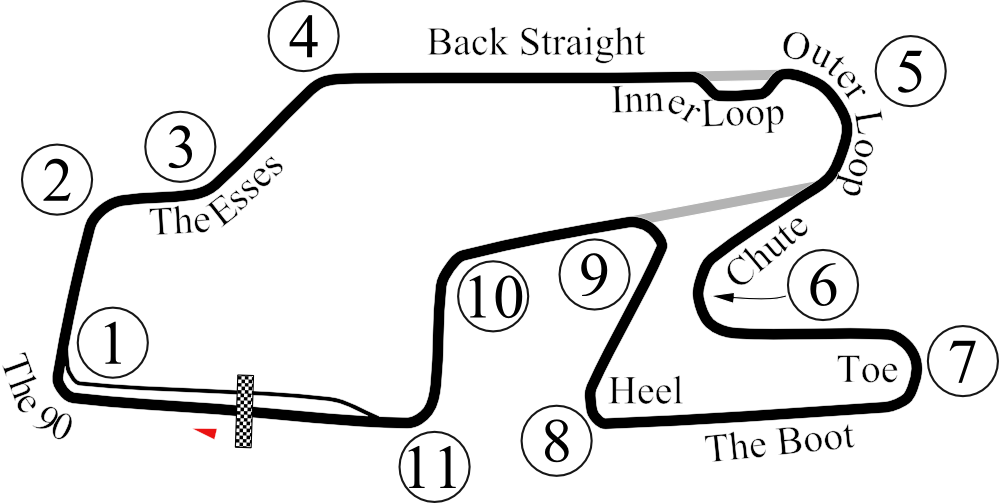
Watkins Glen International (1961-1975)
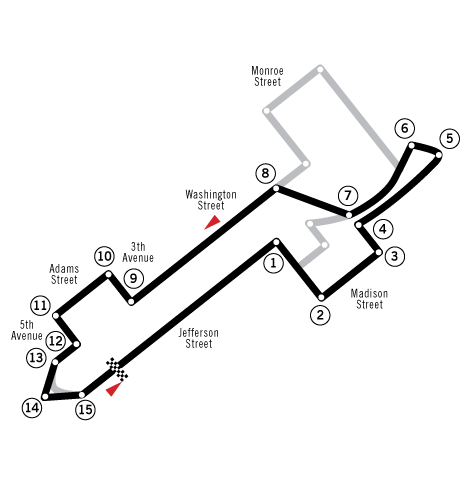
Circuit en ville de Phoenix (1989-1991)
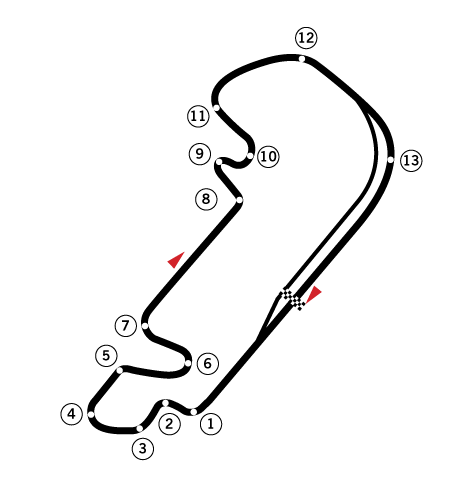
Indianapolis Motor Speedway (2000-2007)
Circuit des Amériques (depuis 2012)

## Faits marquants

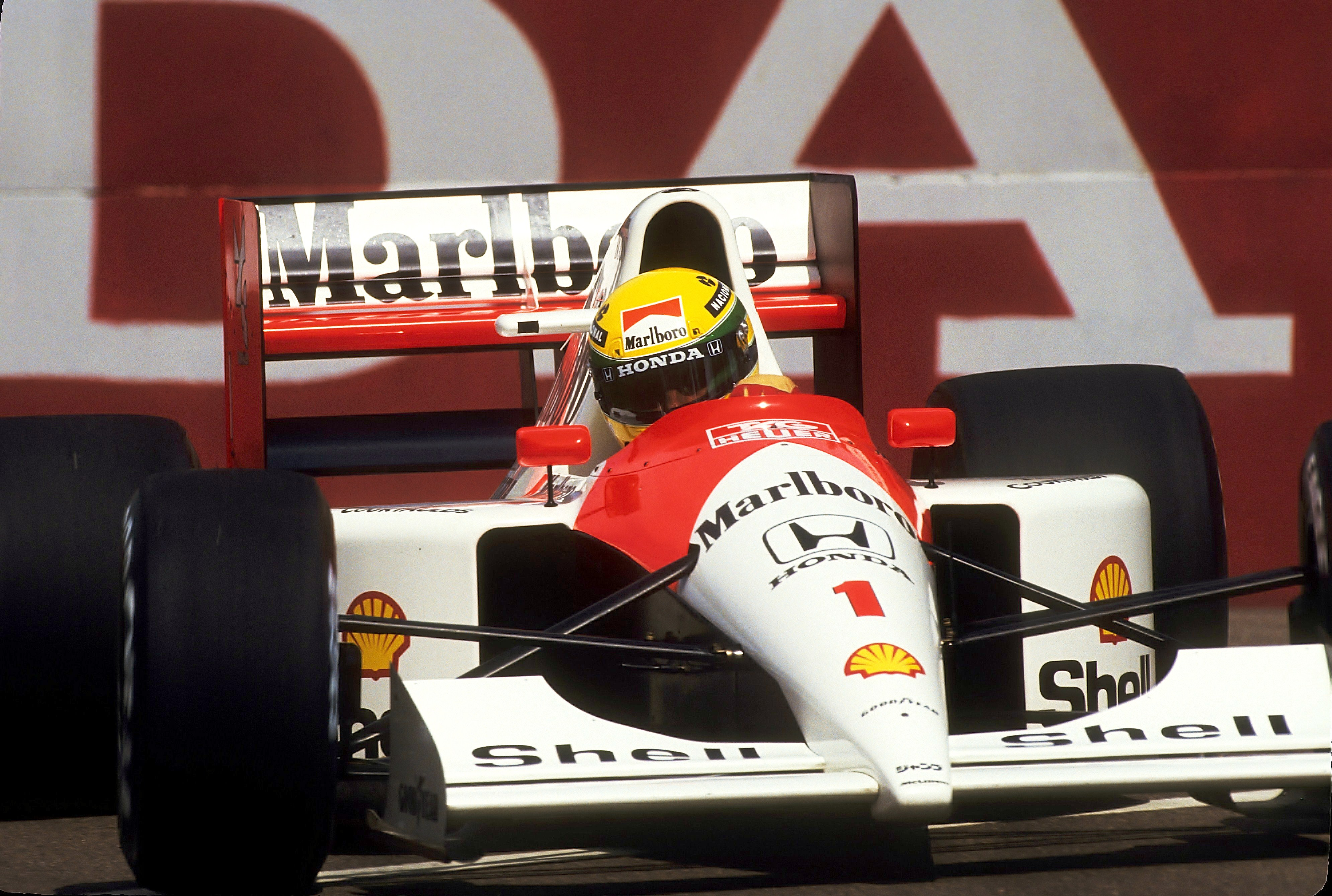
Ayrton Senna au GP des États-Unis 1991.

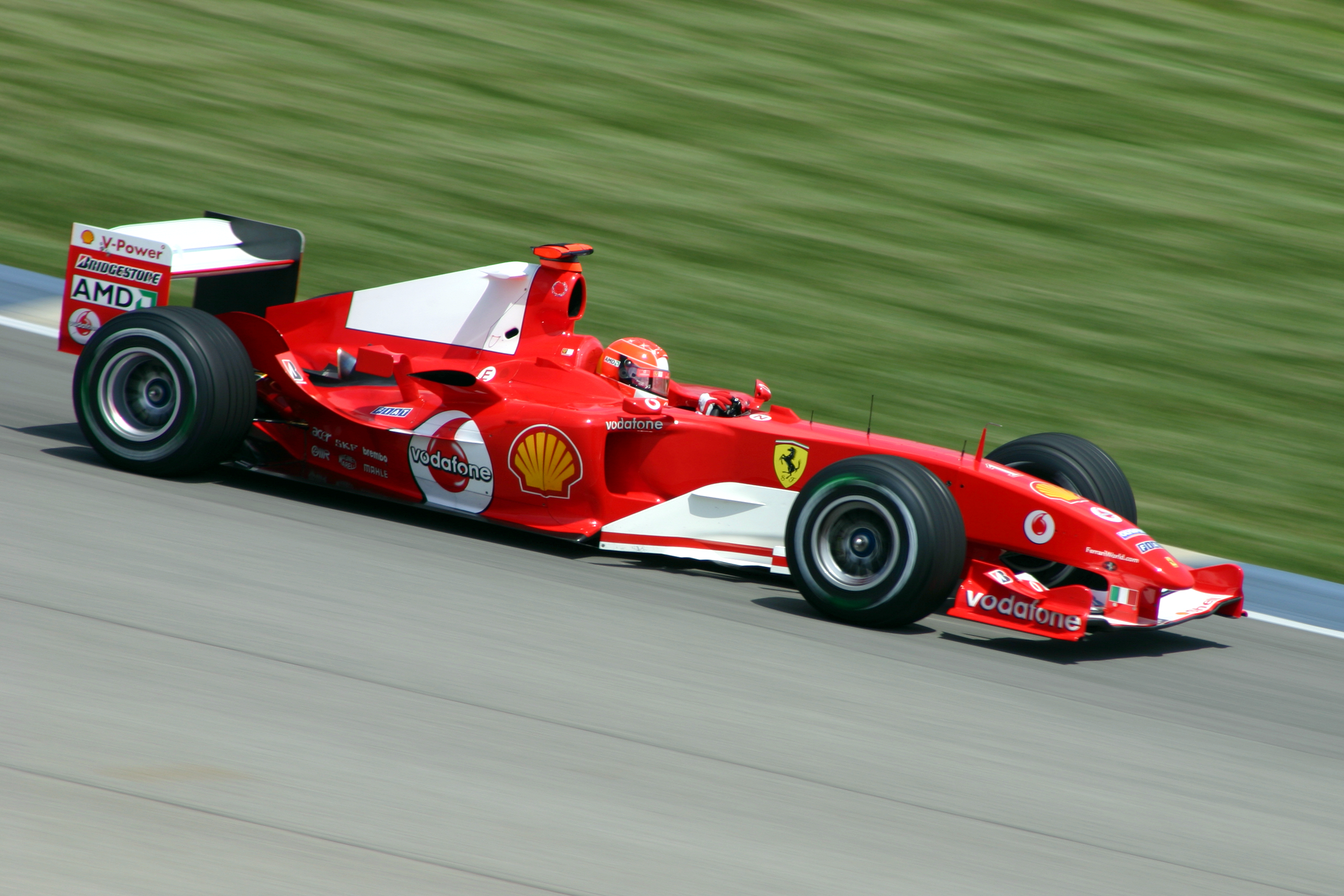
Michael Schumacher au GP des États-Unis 2004.

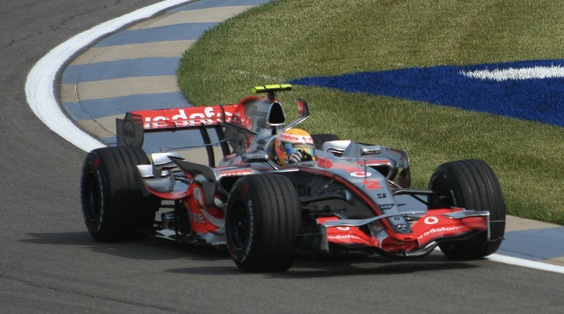
Lewis Hamilton au GP des États-Unis 2007.

- GP des États-Unis 1959 : à 22 ans, Bruce McLaren remporte son premier Grand Prix. Cette victoire a fait de lui le plus jeune vainqueur de l'histoire de la formule 1 jusqu'au Grand Prix de Hongrie 2003.
- GP des États-Unis 1970 : en remportant sa première victoire à Watkins Glen International, Emerson Fittipaldi permet à Jochen Rindt de devenir le premier champion du monde à titre posthume.
- Grand Prix des États-Unis 1971 : François Cevert remporte son unique victoire en Formule 1, treize ans après la dernière victoire d'un Français (Maurice Trintignant à Monaco en 1958).
- Grand Prix des États-Unis 1973 : deux ans après s'y être imposé, François Cevert se tue lors des essais. Son coéquipier Jackie Stewart, déjà assuré du titre, renonce alors à courir son centième et dernier Grand Prix.
- Grand Prix des États-Unis 1974 : Emerson Fittipaldi s'adjuge son deuxième titre mondial à Watkins Glen International à l'issue d'une course remportée par Carlos Reutemann et endeuillée par l'accident fatal de Helmuth Koinigg.
- Grand Prix des États-Unis 1990 : Ayrton Senna remporte la course disputée sur le circuit urbain de Phoenix après un duel acharné avec Jean Alesi qui monte sur son premier podium.
- Grand Prix des États-Unis 2000 : premier Grand Prix aux États-Unis depuis neuf ans, disputé sur l'Indianapolis Motor Speedway. Michael Schumacher s'impose et reprend la tête du championnat du monde.
- Grand Prix des États-Unis 2001 : cette course est le premier grand événement sportif disputé aux États-Unis après les attentats du 11 septembre 2001. Tous les participants rendent hommage aux victimes et certains arborent des décorations spéciales. La course est remportée par Mika Häkkinen dont c'est la dernière victoire en Formule 1.
- Grand Prix des États-Unis 2002 : les Ferrari de Michael Schumacher et Rubens Barrichello dominent la course. Dans la dernière ligne droite, Schumacher ralentit et offre la victoire à Barrichello pour un centième de seconde, ce qui permet au Brésilien d'être assuré de finir vice-champion du monde derrière son coéquipier.
- Grand Prix des États-Unis 2003 : trois pilotes sont toujours en lutte pour le titre mondial : Michael Schumacher, Juan Pablo Montoya et Kimi Räikkönen. De nombreux supporters colombiens font le déplacement à l'Indianapolis Motor Speedway dans l'espoir de voir Montoya s'imposer. Raikkönen réalise la pole position, Montoya s'élance quatrième et Schumacher septième. L'Allemand remporte sa sixième victoire de la saison devant Räikkönen tandis que Montoya finit sixième. Grâce à sa victoire, Schumacher est pratiquement assuré de remporter un sixième titre mondial historique tandis que Montoya perd toute chance d'être sacré.
- Grand Prix des États-Unis 2004 : Michael Schumacher s'impose pour la troisième fois à Indianapolis tandis que son frère Ralf est victime d'un grave accident quand sa Williams-BMW est propulsée dans le mur du banking après une crevaison. Blessé à la colonne vertébrale, il manque plusieurs Grands Prix et ne revient qu'en fin de saison.
- Grand Prix des États-Unis 2005 : sur l'Indianapolis Motor Speedway se tient une course historique avec six voitures seulement au départ. À la suite de l'accident de Ralf Schumacher causé par la défaillance d'un pneu lors de la première journée d'essais et à la suite de l'interdiction faite à Michelin de proposer des options différentes, toutes les équipes utilisant les pneumatiques Michelin se retirent à l'issue du tour de formation et seules les voitures utilisant des Bridgestone participent à la course, provoquant la fureur des spectateurs.
- Grand Prix des États-Unis 2007 : dernier Grand Prix des États-Unis disputé sur l'Indianapolis Motor Speedway. Vainqueur quelques jours auparavant de sa première course lors du Grand Prix du Canada, Lewis Hamilton remporte sa deuxième victoire consécutive et distance son coéquipier Fernando Alonso au classement du championnat du monde. La course voit également les débuts en Formule 1 de Sebastian Vettel chez BMW Sauber F1 Team, en remplacement de Robert Kubica, blessé. L'Allemand finit huitième et devient le plus jeune pilote à marquer un point au championnat du monde de Formule 1.
- Grand Prix des États-Unis 2012 : premier Grand Prix des États-Unis depuis cinq ans et première course sur le Circuit des Amériques à Austin. Leader du championnat du monde, Sebastian Vettel, qui dispute son 100e Grand Prix, peut espérer être sacré champion du monde pour la troisième année consécutive. Il s'élance en pole position et mène la course jusqu'au 42e tour lorsqu'il est dépassé par Lewis Hamilton qui s'impose devant lui. Hamilton obtient sa dernière victoire avec McLaren Racing, Vettel n'est pas encore assuré du titre chez les pilotes mais son écurie Red Bull Racing remporte son troisième titre mondial des constructeurs d'affilée.
- Grand Prix des États-Unis 2015 : Lewis Hamilton profite d'une sortie de piste de son coéquipier Nico Rosberg dans les derniers tours pour s'imposer et remporter son troisième titre mondial.
- Grand Prix des Etats-Unis 2017 : Lewis Hamilton s'impose pour la cinquième fois en six courses disputées sur le Circuit des Amériques. Son écurie Mercedes Grand Prix remporte le titre de champion du monde des constructeurs pour la quatrième année consécutive. Dans le dernier tour, Max Verstappen, parti en fond de grille et remonté jusqu'en quatrième position, dépasse Kimi Räikkönen et franchit la ligne d'arrivée en troisième position ; pénalisé de cinq secondes pour dépassement illicite il rend la troisième marche du podium au Finlandais.
- Grand Prix des Etats-Unis 2018 : plus de cinq ans et 114 Grands Prix après son dernier succès, Kimi Räikkönen renoue avec la victoire. Max Verstappen, parti dix-huitième, termine deuxième après avoir résisté, dans les derniers tours, aux attaques de Lewis Hamilton qui aurait pu mathématiquement remporter son cinquième titre mondial dès cette course.
- Grand Prix des Etats-Unis 2019 : deuxième de la course derrière son coéquipier Valtteri Bottas, Lewis Hamilton assure son sixième titre de champion du monde.
- Grand Prix des Etats-Unis 2022 :  Max Verstappen, déjà champion, remporte sa treizième victoire de la saison et égale les records de succès sur une saison de Michael Schumacher et Sebastian Vettel. Red Bull Racing, endeuillée par le décès de son fondateur Dietrich Mateschitz la veille de la course remporte un cinquième titre de champion des constructeurs.

## Palmarès du Grand Prix des États-Unis

### Par année

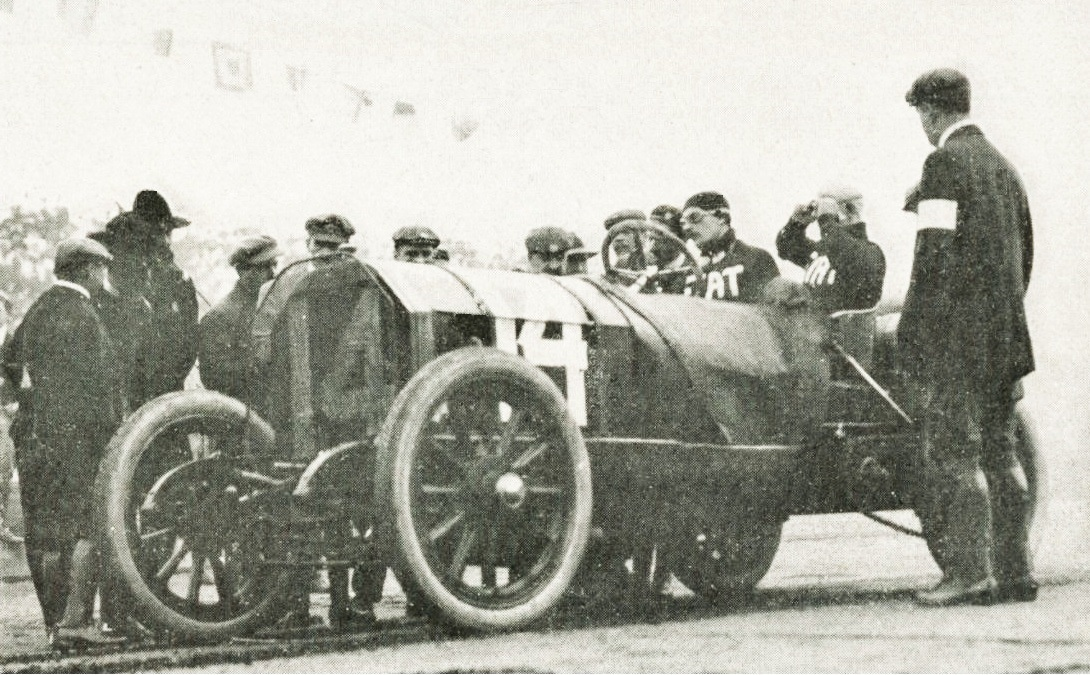
Louis Wagner sur Fiat, au départ du Grand Prix d'Amérique 1908.

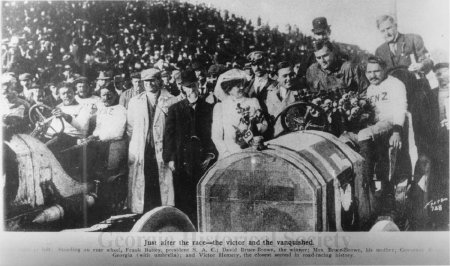
David Bruce-Brown à Savannah en 1910.

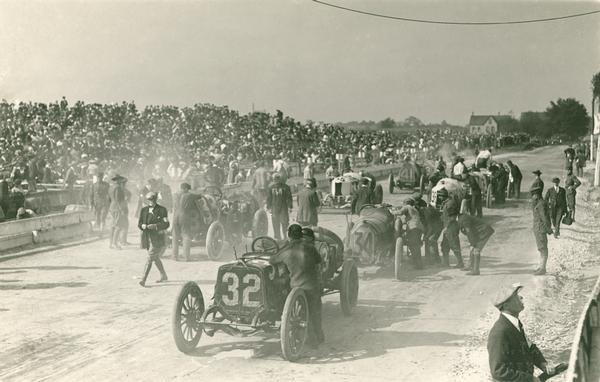
Caleb Bragg au GP des États-Unis 1912 (n°32).

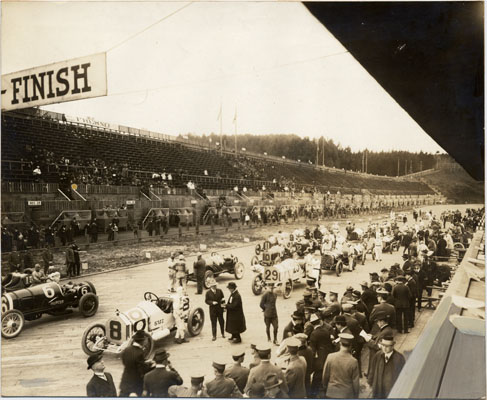
Grille du GP des États-Unis 1915, à San Francisco (n°8 Earl Cooper, pole position).

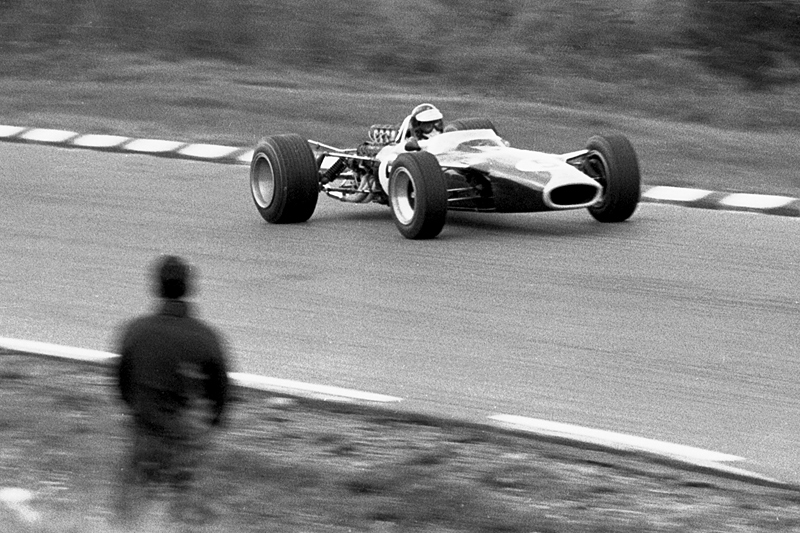
Jim Clark au GP des États-Unis 1967.

| Année     | Vainqueur                                       | Écurie                                          | Circuit                                         | Résultats                                       |
| --------- | ----------------------------------------------- | ----------------------------------------------- | ----------------------------------------------- | ----------------------------------------------- |
| 1908      | Louis Wagner                                    | Fiat                                            | Savannah                                        | Résumé                                          |
| 1909      | Non couru                                       | Non couru                                       | Non couru                                       | Non couru                                       |
| 1910      | David Bruce-Brown                               | Benz                                            | Savannah                                        | Résumé                                          |
| 1911      | David Bruce-Brown                               | Fiat                                            | Savannah                                        | Résumé                                          |
| 1912      | Caleb Bragg                                     | Fiat                                            | Milwaukee                                       | Résumé                                          |
| 1913      | Non couru                                       | Non couru                                       | Non couru                                       | Non couru                                       |
| 1914      | Eddie Pullen                                    | Mercer                                          | Santa Monica                                    | Résumé                                          |
| 1915      | Dario Resta                                     | Peugeot                                         | San Francisco                                   | Résumé                                          |
| 1916      | Howdy Wilcox Johnny Aitken                      | Peugeot                                         | Santa Monica                                    | Résumé                                          |
| 1917-1957 | Non couru                                       | Non couru                                       | Non couru                                       | Non couru                                       |
| 1958      | Chuck Daigh                                     | Scarab-Chevrolet                                | Riverside                                       | Résumé                                          |
| 1959      | Bruce McLaren                                   | Cooper-Climax                                   | Sebring                                         | Résumé                                          |
| 1960      | Stirling Moss                                   | Lotus-Climax                                    | Riverside                                       | Résumé                                          |
| 1961      | Innes Ireland                                   | Lotus-Climax                                    | Watkins Glen                                    | Résumé                                          |
| 1962      | Jim Clark                                       | Lotus-Climax                                    | Watkins Glen                                    | Résumé                                          |
| 1963      | Graham Hill                                     | BRM                                             | Watkins Glen                                    | Résumé                                          |
| 1964      | Graham Hill                                     | BRM                                             | Watkins Glen                                    | Résumé                                          |
| 1965      | Graham Hill                                     | BRM                                             | Watkins Glen                                    | Résumé                                          |
| 1966      | Jim Clark                                       | Lotus-BRM                                       | Watkins Glen                                    | Résumé                                          |
| 1967      | Jim Clark                                       | Lotus-Ford                                      | Watkins Glen                                    | Résumé                                          |
| 1968      | Jackie Stewart                                  | Matra-Ford                                      | Watkins Glen                                    | Résumé                                          |
| 1969      | Jochen Rindt                                    | Lotus-Ford                                      | Watkins Glen                                    | Résumé                                          |
| 1970      | Emerson Fittipaldi                              | Lotus-Ford                                      | Watkins Glen                                    | Résumé                                          |
| 1971      | François Cevert                                 | Tyrrell-Ford                                    | Watkins Glen                                    | Résumé                                          |
| 1972      | Jackie Stewart                                  | Tyrrell-Ford                                    | Watkins Glen                                    | Résumé                                          |
| 1973      | Ronnie Peterson                                 | Lotus-Ford                                      | Watkins Glen                                    | Résumé                                          |
| 1974      | Carlos Reutemann                                | Brabham-Ford                                    | Watkins Glen                                    | Résumé                                          |
| 1975      | Niki Lauda                                      | Ferrari                                         | Watkins Glen                                    | Résumé                                          |
| 1976-1988 | Non couru                                       | Non couru                                       | Non couru                                       | Non couru                                       |
| 1989      | Alain Prost                                     | McLaren-Honda                                   | Phoenix                                         | Résumé                                          |
| 1990      | Ayrton Senna                                    | McLaren-Honda                                   | Phoenix                                         | Résumé                                          |
| 1991      | Ayrton Senna                                    | McLaren-Honda                                   | Phoenix                                         | Résumé                                          |
| 1992-1999 | Non couru                                       | Non couru                                       | Non couru                                       | Non couru                                       |
| 2000      | Michael Schumacher                              | Ferrari                                         | Indianapolis                                    | Résumé                                          |
| 2001      | Mika Häkkinen                                   | McLaren-Mercedes                                | Indianapolis                                    | Résumé                                          |
| 2002      | Rubens Barrichello                              | Ferrari                                         | Indianapolis                                    | Résumé                                          |
| 2003      | Michael Schumacher                              | Ferrari                                         | Indianapolis                                    | Résumé                                          |
| 2004      | Michael Schumacher                              | Ferrari                                         | Indianapolis                                    | Résumé                                          |
| 2005      | Michael Schumacher                              | Ferrari                                         | Indianapolis                                    | Résumé                                          |
| 2006      | Michael Schumacher                              | Ferrari                                         | Indianapolis                                    | Résumé                                          |
| 2007      | Lewis Hamilton                                  | McLaren-Mercedes                                | Indianapolis                                    | Résumé                                          |
| 2008-2011 | Non couru                                       | Non couru                                       | Non couru                                       | Non couru                                       |
| 2012      | Lewis Hamilton                                  | McLaren-Mercedes                                | Austin                                          | Résumé                                          |
| 2013      | Sebastian Vettel                                | Red Bull-Renault                                | Austin                                          | Résumé                                          |
| 2014      | Lewis Hamilton                                  | Mercedes                                        | Austin                                          | Résumé                                          |
| 2015      | Lewis Hamilton                                  | Mercedes                                        | Austin                                          | Résumé                                          |
| 2016      | Lewis Hamilton                                  | Mercedes                                        | Austin                                          | Résumé                                          |
| 2017      | Lewis Hamilton                                  | Mercedes                                        | Austin                                          | Résumé                                          |
| 2018      | Kimi Räikkönen                                  | Ferrari                                         | Austin                                          | Résumé                                          |
| 2019      | Valtteri Bottas                                 | Mercedes                                        | Austin                                          | Résumé                                          |
| 2020      | Annulé à la suite de la pandémie de coronavirus | Annulé à la suite de la pandémie de coronavirus | Annulé à la suite de la pandémie de coronavirus | Annulé à la suite de la pandémie de coronavirus |
| 2021      | Max Verstappen                                  | Red Bull-Honda                                  | Austin                                          | Résumé                                          |
| 2022      | Max Verstappen                                  | Red Bull                                        | Austin                                          | Résumé                                          |
| 2023      | Max Verstappen                                  | Red Bull-Honda RBPT                             | Austin                                          | Résumé                                          |
| 2024      | Charles Leclerc                                 | Ferrari                                         | Austin                                          | Résumé                                          |

### Par nombre de victoires pilotes
| Nombre de victoires | Pilote             | Années                             |
| ------------------- | ------------------ | ---------------------------------- |
| 6                   | Lewis Hamilton     | 2007, 2012, 2014, 2015, 2016, 2017 |
| 5                   | Michael Schumacher | 2000, 2003, 2004, 2005, 2006       |
| 3                   | Jim Clark          | 1962, 1966, 1967                   |
| 3                   | Graham Hill        | 1963, 1964, 1965                   |
| 3                   | Max Verstappen     | 2021, 2022, 2023                   |
| 2                   | David Bruce-Brown  | 1910, 1911                         |
| 2                   | Jackie Stewart     | 1968, 1972                         |
| 2                   | Ayrton Senna       | 1990, 1991                         |
| 1                   | Bruce McLaren      | 1959                               |
| 1                   | Stirling Moss      | 1960                               |
| 1                   | Innes Ireland      | 1961                               |
| 1                   | Jochen Rindt       | 1969                               |
| 1                   | Emerson Fittipaldi | 1970                               |
| 1                   | François Cevert    | 1971                               |
| 1                   | Ronnie Peterson    | 1973                               |
| 1                   | Carlos Reutemann   | 1974                               |
| 1                   | Niki Lauda         | 1975                               |
| 1                   | Alain Prost        | 1989                               |
| 1                   | Mika Häkkinen      | 2001                               |
| 1                   | Rubens Barichello  | 2002                               |
| 1                   | Sebastian Vettel   | 2013                               |
| 1                   | Kimi Räikkönen     | 2018                               |
| 1                   | Valtteri Bottas    | 2019                               |
| 1                   | Charles Leclerc    | 2024                               |

| Pos. | Nation           | Victoires |
| ---- | ---------------- | --------- |
| 1er  | Royaume-Uni      | 17        |
| 2e   | Allemagne        | 6         |
| 3e   | États-Unis       | 5         |
| 4e   | Brésil           | 4         |
| 5e   | France           | 3         |
| 5e   | Finlande         | 3         |
| 5e   | Pays-Bas         | 3         |
| 8e   | Autriche         | 2         |
| 9e   | Nouvelle-Zélande | 1         |
| 9e   | Suède            | 1         |
| 9e   | Argentine        | 1         |
| 9e   | Monaco           | 1         |

### Par nombre de victoires constructeurs
Un fond rose indique un événement qui ne faisait pas partie du Championnat du monde de Formule 1.
| Nombre de victoires | Écurie   | Années                                               |
| ------------------- | -------- | ---------------------------------------------------- |
| 9                   | Ferrari  | 1975, 2000, 2002, 2003, 2004, 2005, 2006, 2018, 2024 |
| 8                   | Lotus    | 1960, 1961, 1962, 1966, 1967, 1969, 1970, 1973       |
| 6                   | McLaren  | 1989, 1990, 1991, 2001, 2007, 2012                   |
| 5                   | Mercedes | 1910, 2014, 2015, 2016, 2017, 2019                   |
| 4                   | Red Bull | 2013, 2021, 2022, 2023                               |
| 3                   | Fiat     | 1908, 1911, 1912                                     |
| 3                   | BRM      | 1963, 1964, 1965                                     |
| 2                   | Peugeot  | 1915, 1916                                           |
| 2                   | Tyrrell  | 1971, 1972                                           |
| 1                   | Mercer   | 1959                                                 |
| 1                   | Scarab   | 1959                                                 |
| 1                   | Cooper   | 1959                                                 |
| 1                   | Matra    | 1968                                                 |
| 1                   | Brabham  | 1974                                                 |

| Pos. | Nation      | Victoires |
| ---- | ----------- | --------- |
| 1er  | Royaume-Uni | 21        |
| 2e   | Italie      | 12        |
| 3e   | Allemagne   | 6         |
| 4e   | Autriche    | 4         |
| 5e   | France      | 3         |
| 6e   | États-Unis  | 2         |

## Record de la piste
Valtteri Bottas : 1 min 32 s 029 (2019, Mercedes)